# Битва книг
«Битва книг» (англ. The Battle of the Books) — памфлет Джонатана Свифта, опубликованный в качестве введения к его произведению «Сказка бочки», вышедшему в 1704 году. В нём описывается сражение между книгами в Королевской  библиотеке Великобритании, располагавшейся в то время в Сент-Джеймсском дворце, в ходе которого сочинения и их авторы стремятся утвердить своё превосходство друг над другом. Памфлет представляет собой сатирическую интерпретацию полемики, имевшую место во Французской академии в конце XVII века по поводу сравнительных достоинств литературы и искусства античности и современности («Спор о древних и новых»).

## Исторический контекст
Во Французской академии к 1680-м годам сформировались два лагеря, занимавших противоположные позиции по отношению к древней и современной литературе. Идеологом так называемых «новых» был известный сказочник Шарль Перро, который развил свои идеи в цикле диалогов «Параллели между древними и новыми авторами», где, в частности, превозносил жанр романа как преемственный по отношению к античному эпосу и прозу вообще. Единомышленниками Перро были брат драматурга Пьера Корнеля Тома Корнель и его племянник Фонтенель. Оппонентом Перро и его единомышленников в Академии был теоретик классицизма Никола Буало, который критиковал низкий уровень некоторых восхвалявшихся «новыми» литературных произведений и указывал на важную роль индивидуальности и вдохновения по сравнению с ремеслом и техническим прогрессом. Буало и его единомышленников не устраивала также апологетическая позиция Перро по отношению к королю Франции и его режиму и пропагандировавшего, по словам современного исследователя, «единообразные и удобные моральные и эстетические условности».
Полемика по этим вопросам в определённой степени возникла и в Англии, после как в 1690 году Уильям Темпл, покровитель и друг Д. Свифта, опубликовал ответ Фонтенелю под названием «О древнем и современном обучении» (англ. Of Ancient and Modern Learning). В этом сочинении Темпл употребил две метафоры, использованные впоследствии другими авторами в полемике о древнем и новом. Во-первых, он отметил, что современный человек — это карлик, который «стоит на плечах гигантов», и, во-вторых, что древние учёные и писатели имели чёткое представление о природе, а современный человек только отражает или уточняет это представление. Эти метафоры впоследствии нашли своё отображение в произведениях Свифта и других писателей. На эссе Темпла ответили критикой с позиций «новых» богослов Ричард Бентли и критик Уильям Уоттон. В свою очередь, сторонники Темпла во главе с епископом Фрэнсисом Эттербери развернули полемику против «новых» (в частности, Уоттона). Дебаты «о древних и новых» в Англии продлились несколько лет. Джонатан Свифт не был в числе непосредственных участников этой полемики, хотя он работал в то время в качестве секретаря Темпла. В то же время эта полемика дала пищу воображению Свифта и способствовала появлению в 1704 году его памфлета «Битва книг».

## Содержание
«Битва книг» появилась как краткое введение к книге Свифта «Сказка бочки». В памфлете описывается ситуация в Королевской библиотеке Великобритании, где различные книги оживают и вступают в полемику «о древних и новых». При этом сам Свифт не отдает предпочтения ни одной из сторон, а представляет рукопись как бы повреждённой в нескольких местах, предоставляя читателю самому догадаться об исходе битвы. Среди участников сражения выступают не только древние и современные авторы, но и современные Свифту авторы и их критики. Памфлет представляет собой также пародию на сцену боя из ироикомической поэмы Сэмюэла Батлера Гудибрас.
Ход повествования в памфлете прерывается аллегорической полемикой паука и пчелы. Паук, распухший от поедания несчётного числа мух, живёт, как владелец замка, на чердаке, а движимая любопытством пчела залетает в замок снаружи и попадает в паутину. Между пауком и пчелой разгорается спор: паук говорит, что паутина — это его дом, знатное поместье, в то время как пчела бродяжничает, порхая с места на место, не заботясь о репутации. Пчела возражает, что она действует по законам природы, помогая полям, в то время как замок паука представляет собой лишь продукты его собственного тела, «лавку грязи и яда». Это аллегория, ранее уже использовавшаяся Свифтом, также иллюстрирует основную идею памфлета. Пчела в нём подобна древним авторам: она живёт в гармонии с природой и поёт свои песни в полях. Паук же выглядит похожим на сторонников «новых» и критиков: он убивает слабых и затем крутится в своей паутине (книгах критиков), переваривая проглоченное.
«Битва книг» в целом иллюстрирует одну из главных тем свифтовской «Сказки бочки»: безумие гордыни, уверовавшей в превосходство собственных произведений и неполноценность последующих трудов. Сатира «Сказки бочки» направлена, в частности, против людей, полагающих, что чтение книг делает их равными создателям этих произведений. Другая тема, поднятая Свифтом в «Сказке…» — инверсия переносного и прямого смысла, доходящая до безумия.

## Последующие использования сюжета «Битвы…»
«Битва книг» Свифта во многом перекликается с поэмой Буало «Налой» (фр. Le Lutrin), написанной в 1674—1683 годах, но не является её переводом. Впоследствии английский переводчик Джон Оузелл в своём переводе «Налоя» аллегорически изобразил битву авторов тори и вигов. Появлялись и другие произведения с подобным сюжетом, в частности, «Битва поэтов» Эдварда Кука (1729), который использовал этот приём для нападок на поэта Александра Поупа.